# 쉐보레 몬자

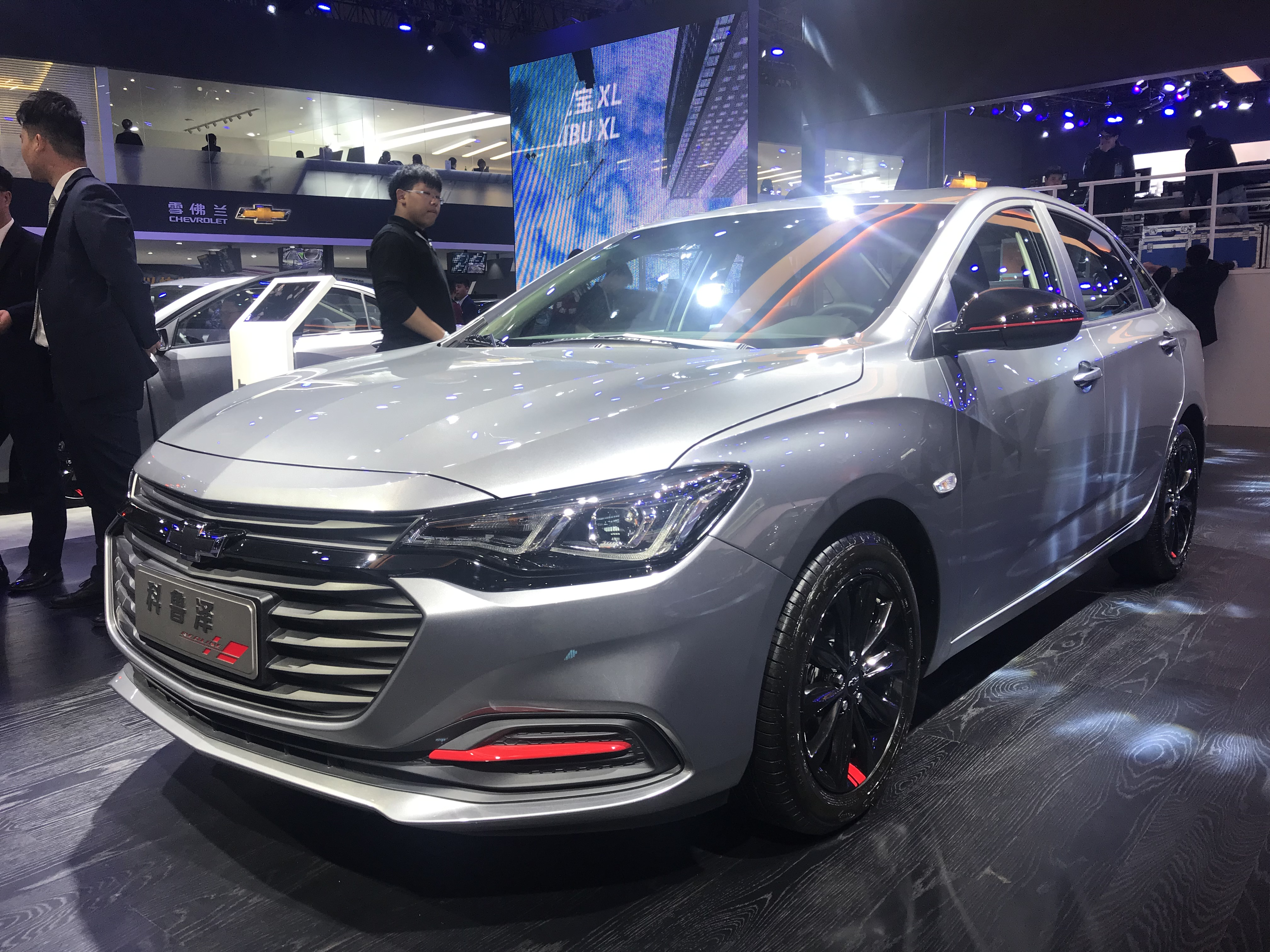

쉐보레 몬자는 쉐보레의 중국형 세단이며, 기존에 중국 시장에서 팔렸던 크루즈를 대체하는 차종이다.